# Lakeview (Misisipi)
Lakeview es un lugar designado por el censo ubicado en el condado de DeSoto en el estado estadounidense de Misisipi. En el Censo de 2020 tenía una población de 299 habitantes y una densidad poblacional de 453,03 habitantes por km². Fue incluido como CDP en el censo de 2020. 

## Geografía
Lakeview se encuentra ubicado en las coordenadas 34°59′20″N 90°08′28″O / 34.98889, -90.14111.Según la Oficina del Censo de los Estados Unidos,  tiene una superficie total de 0,66 km², de la cual 0,53 km² corresponden a tierra firme y 0,13 km² a agua.